# Atletismo nos Jogos Pan-Americanos de 1995 - 100 m feminino
A final dos 100 m feminino nos Jogos Pan-Americanos de 1995 foi realizada em 18 de março no Estádio Atlético "Justo Roman".

## Medalhistas
| Ouro                              | Prata                  | Bronze                               |
| Chryste Gaines USA Estados Unidos | Liliana Allen CUB Cuba | Heather Samuel ANT Antígua e Barbuda |

## Resultados

### Final
| Posição           | Nome               | Nacionalidade         | Tempo | Notas |
| ----------------- | ------------------ | --------------------- | ----- | ----- |
| Medalha de ouro   | Chryste Gaines     | USA Estados Unidos    | 11.05 |       |
| Medalha de prata  | Liliana Allen      | CUB Cuba              | 11.16 |       |
| Medalha de bronze | Heather Samuel     | ANT Antígua e Barbuda | 11.33 |       |
| 4                 | Dainelky Pérez     | CUB Cuba              | 11.50 |       |
| 5                 | Felipa Palacios    | COL Colômbia          | 11.50 |       |
| 6                 | Eldece Clarke      | BAH Bahamas           | 11.54 |       |
| 7                 | Shantel Twiggs     | USA Estados Unidos    | 11.57 |       |
| 8                 | Kerry-Ann Richards | JAM Jamaica           | 11.61 |       |